# Гаюїн

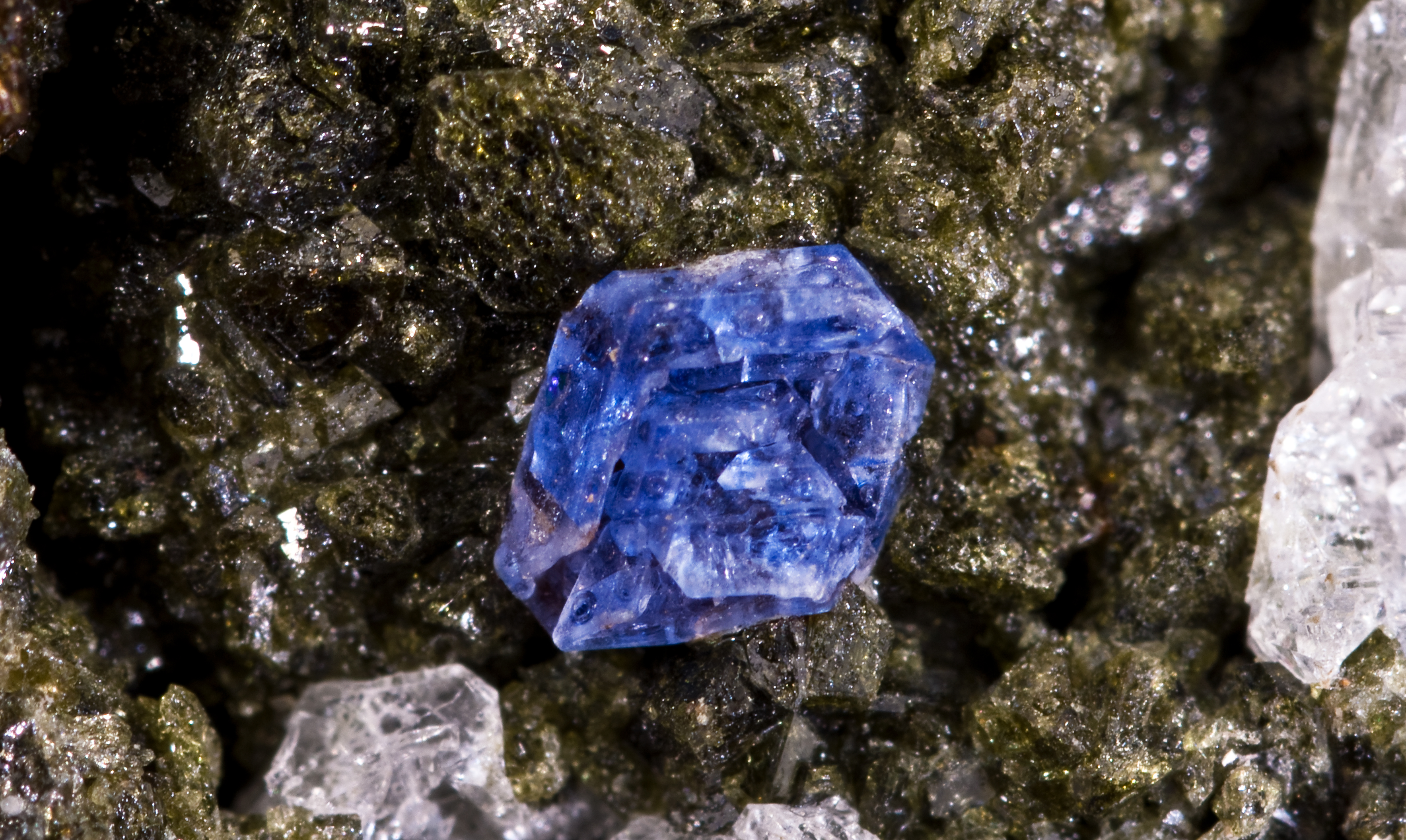
Гаюїн

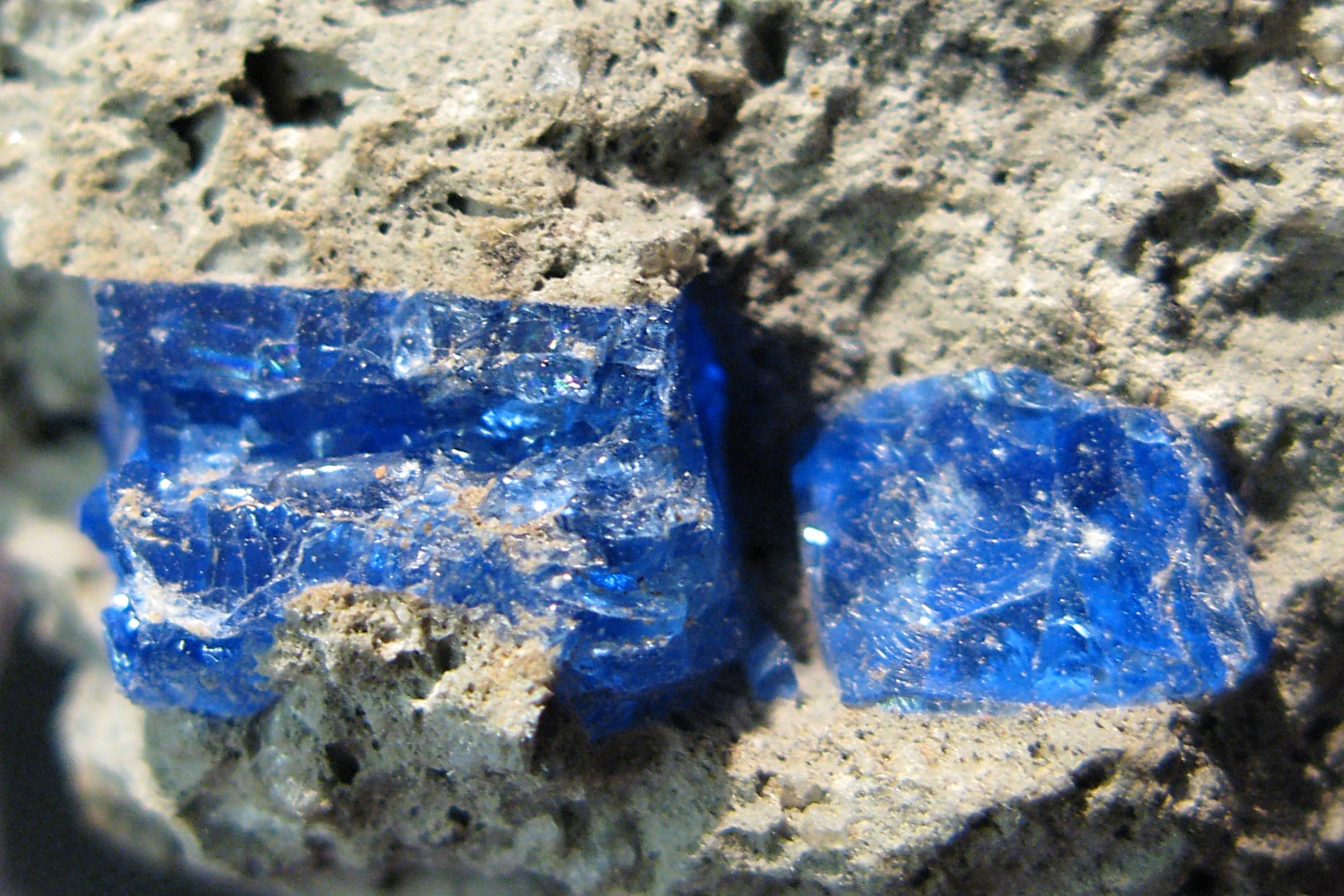
Гаюїн

Гаюїн (рос. гаюин; англ. haüyne; нім. Haüyne m) — мінерал, алюмосилікат натрію і кальцію з сульфіт-йоном, належить до групи содаліту, близький до лазуриту.

## Загальний опис
Хімічна формула: [(Na, Ca)4-8Si6O24(SO4, S)1-2].
Містить (%): Na2О — 16,6; CaO — 10; Al2О3 — 27,8; SO3 –14,2; SiO2 — 32.
Сингонія кубічна.
Додекаедричні і октаедричні кристали з двійниками, а також округлі вкраплені зерна з оплавленою поверхнею.
Чітка спайність за додекаедром.
Злам нерівний, крихкий.
Твердість 5,5-6.
Густина 2,4-2,5.
Блиск скляний до масного.
Колір яскраво-блакитний, зеленуватий до безбарвного, напівпрозорий.
Майже завжди ізотропний.
При дії HCl стає драглистим.
Зустрічається у вивержених породах — фонолітах, тефритах, гаюнофірах, нефелінових сієнітах та ін. породах, недонасичених кремнеземом.
Асоціює з нефеліном, лейцитом та ін. фельдшпатоїдами.
Широко представлений в лавах Везувію.